# Jos Vandeloo
Œuvres principales
- De muur (1958)
- Het gevaar (1960)

Josephus Albertus Vandeloo, né le 5 septembre 1925 à Zonhoven et mort le 5 octobre 2015 à Mortsel, est un écrivain belge d'expression néerlandaise.
Het gevaar (« Le Danger ») est son livre le plus connu.

## Biographie
Jos Vandeloo est né en 1925 dans une famille de mineurs. Il est l'aîné de quatre enfants. Il poursuit ses études d'abord à l'école communale de Zonhoven, puis au collège Saint-Joseph de Hasselt.
Après la Seconde Guerre mondiale, son service militaire effectué, il suit entre 1948 et 1950 une formation technique en chimie dans l'industrie charbonnière à Charleroi, à Liège et en Allemagne. C'est à cette même époque qu'il se marie (1949).
Ensuite, Jos Vandeloo travaille jusqu'en 1953 pour les laboratoires d'une société belge, une activité qui l'amène à voyager dans divers bassins miniers européens. Cependant, les premiers signes de la crise charbonnière le décident à changer d'orientation professionnelle.
En 1955, il s'installe à Anvers où, durant trois ans, il étudie les littératures néerlandaise et française ainsi que l'histoire de l'art à l'Académie royale des beaux-arts. En même temps, il travaille pour les éditions Manteau, d'abord à Bruxelles, de 1954 à 1955, et ensuite à Anvers de 1955 à 1969. Il y devient le bras droit d'Angèle Manteau.
Il déménage en 1964 à Mortsel, dont il est par ailleurs citoyen d'honneur, et poursuit en 1969 sa carrière aux éditions Standaard. Il les quitte en 1983 pour devenir écrivain à plein-temps.
À côté de ses activités dans l'industrie minière et dans le monde de l'édition, Jos Vandeloo est aussi un journaliste indépendant qui écrit, parfois sous un pseudonyme, dans des journaux tels que Het Belang van Limburg, NRC ou Het Laatste Nieuws. Il couvre même, au milieu des années cinquante, de nombreuses compétitions sportives pour la BRT.

## Littérature
Jos Vandeloo a fait ses débuts en littérature en 1955 avec le recueil poétique Speelse parade, mais il a acquis la notoriété avec le recueil de nouvelles De muur et le roman Het gevaar.
Vandeloo décrit principalement dans ses œuvres les conséquences néfastes de la société moderne, telles que la solitude et l'aliénation, et aspire à un monde idéal, paradisiaque.
Il n'écrit pas seulement des romans, des nouvelles et de la poésie: il s'est aussi consacré à l'écriture de textes pour le théâtre et la télévision.
Les œuvres de Jos Vandeloo ont été traduites en plusieurs langues.

## Distinctions
Jos Vandeloo a remporté plusieurs prix littéraires, notamment le prix Arthur Merghelynck en 1961 pour De muur.
Il a en outre été fait chevalier de l'ordre de Léopold II en 1973 et chevalier de l'ordre de la Couronne en 1987.

### Poésie
- 1955 - Speelse parade
- 1957 - Woorden met doofstommen
- 1959 - Wachten op het groene licht
- 1962 - Zeng
- 1965 - Dadels voor een vizier
- 1967 - Copernicus of De bloemen van het geluk
- 1969 - De glimlach van een vlinder.

### Prose
Romans
- 1960 - Het gevaar
- 1963 - Het huis der onbekenden
- 1968 - De coladrinkers
- 1973 - De muggen
- 1980 - De Engelse les
- 1982 - Sarah
- 1988 - De weg naar de Ardennen
- 1990 - De beklimming van de Mont Ventoux
- 1993 - De vogelvrouw
- 1998 - De liefdesboom.

Nouvelles
- 1955 - Wij waren twee soldaten
- 1958 - De muur
- 1962 - De vijand
- 1965 - Een mannetje uit Polen
- 1975 - Mannen
- 1978 - Vrouwen
- 1985 - Les Hollandais sont là
- 1987 - Opa's droom
- 1995 - De man die niet van deurwaarders hield.

### Traductions françaises
- Jos Vandeloo (trad. Maddy Buysse), Le Danger [« Het gevaar »], Paris, Éditions du Seuil, coll. « Cadre Vert », 1964, 128 p. (ISBN 978-2020014731)